# محمد بن عجلان
محمد بن عجلان القرشي أبو عبد الله القرشي، المدني. كان عجلان مولى فاطمة بنت الوليد بن عتبة بن ربيعة بن عبد شمس بن عبد مناف،محدث فقيه ولد في خلافة عبد الملك بن مروان، كانت امرأة محمد بن عجلان تحمل وتضع في أربع سنين، وكانت تسمى حاملة الفيل، قال إبنه عبد الله بن محمد بن عجلان: حمل بأبي أكثر من ثلاث سنين، وقد رأيته وسمعت منه.
كان عابداً ناسكاً فقيها، وكان له حلقة في المسجد النبوي وكان يفتي، وكان يخضب لحيته بالصفرة.
توفي سنة ثمان وأربعين ومئة بالمدينة المنورة في خلافة أبى جعفر المنصور، وكان ثقة، كثير الحديث.

## شيوخه
حَدث محمد بن عجلان عن كلاً من :-
- عن أبيه .
- أبان بن صالح
- إبراهيم بن عبد الله بن حنين
- قيل : إنه روى عن أنس بن مالك، وذلك ممكن إن صح .
- بكير بن عبد الله بن الأشج
- ثور بن زيد الديلي
- رجاء بن حيوة
- زيد بن أسلم
- سعد بن إبراهيم
- سعيد بن أبي سعيد المقبري
- أبي الحباب سعيد بن يسار
- سلمان أبي حازم الأشجعي
- سمى مولى أبي بكر بن عبد الرحمن
- سهيل بن أبي صالح
- سويد بن وهب
- صيفي مولى أبي أيوب الأنصاري
- عاصم بن عمر بن قتادة
- عامر بن عبد الله بن الزبير
- عبادة بن الوليد بن عبادة بن الصامت
- عبد الله بن دينار
- أبي الزناد عبد الله بن ذكوان
- عبد الله بن محمد بن عقيل
- عبد الله بن هرمز الفدكي
- عبد الرحمن بن سعيد بن وهب الهمداني
- عبد الرحمن بن هرمز الأعرج
- عبيد الله بن مقسم
- عجلان (والده)
- عكرمة مولى ابن عباس
- علي بن يحيى بن خلاد الزرقي
- عمرو بن شعيب
- عون بن عبد الله بن عتبة بن مسعود
- عياض بن عبد الله بن سعد بن أبي سرح
- القعقاع بن حكيم
- محمد بن عمرو بن عطاء
- محمد بن قيس بن مخرمة
- محمد بن كعب القرظي
- محمد بن يحيى بن حبان
- محمد بن يوسف مولى عثمان
- مسلم بن أبي حرة
- مصعب بن محمد بن شرحبيل
- نافع مولى ابن عمر
- النعمان بن أبي عياش الزرقي
- هشام بن عروة
- واقد بن سلامة
- وهب بن كيسان
- يحيى بن سعيد الأنصاري
- يعقوب بن عبد الله بن الأشج
- أبو إسحاق السبيعي
- أبي الزبير المكي
- أبي سعيد مولى عبد الله بن عامر بن كريز

## تلاميذه
حَدث عن محمد بن عجلان كلاً من :-
- إبراهيم بن أبي عبلة المقدسي
- أسباط بن محمد القرشي
- إسماعيل بن جعفر الأنصاري
- بشر بن المفضل
- بشر بن منصور
- بكر بن مضر
- حاتم بن إسماعيل
- الحسن بن الحر
- حيوة بن شريح المصري
- خالد بن الحارث الهجيمي
- داود بن قيس الفراء
- روح بن القاسم
- زياد بن سعد
- زيد بن أبي أنيسة
- سعيد بن أبي أيوب
- سعيد بن مسلمة الأموي
- سفيان الثوري
- سفيان بن عيينة
- سليمان بن بلال
- أبو خالد سليمان بن حيان الأحمر
- شعبة بن الحجاج
- صالح بن كيسان
- صفوان بن عيسى
- أبو عاصم الضحاك بن مخلد
- طارق بن طارق
- عبد الله بن إدريس
- عبد الله بن رجاء المكي
- عبد الله بن عطارد الطائي
- عبد الله بن لهيعة
- عبد الله بن المبارك
- عبد الله بن واقد
- عبد الحميد بن سليمان
- عبد العزيز بن محمد الدراوردي
- عبد العزيز بن مسلم
- عبد الوهاب بن بخت
- عبيد الله بن عمر العمري
- فضيل بن سليمان
- ليث بن سعد
- مالك بن أنس
- محمد بن جحادة الأودي
- محمد بن زياد اليشكري
- محمد بن سعد الأشهلي
- محمد بن سلمة الحراني
- محمد بن عمر الواقدي
- معدى بن سليمان
- المغيرة بن عبد الرحمن المخزومي
- منصور بن المعتمر
- مؤمل بن عبد الرحمن الثقفي
- نافع بن يزيد المصري
- الوليد بن مسلم
- يحيى بن أيوب المصري
- يحيى بن سعيد القطان
- يعقوب بن عبد الرحمن القارى الإسكندراني

## أقوالالجرح والتعديل
- قال صالح بن أحمد بن حنبل، عن أبيه : ثقة.[5]
- قال عبد الله بن أحمد بن حنبل، عن أبيه : سمعت ابن عيينة يقول: حدثنا محمد ابن عجلان، وكان ثقة.[2]
- قال إسحاق، عن يحيى بن معين : ثقة.[5]
- قال أبو زرعة : ابن عجلان صدوق وسط.[2]
- قال النسائي : ثقة.
- قال يحيى القطان، عن ابن عجلان: كان سعيد المقبري يحدث عن أبي هريرة، وعن أبيه عن أبي هريرة، وعن رجل عن أبي هريرة، فاختلطت عليه فجعلها كلها عن أبي هريرة.[6]
- ذكر ابن حبان عن هذه القصة قال : ليس هذا بوهن يوهن الإنسان به، لأن الصحيفة كلها في نفسها صحيحة، وربما قال ابن عجلان : عن سعيد عن أبيه عن أبي هريرة، فهذا مما حمل عنه قديما قبل اختلاط صحيفته فلا يجب الاحتجاج إلا بما يروى عنه الثقات.[7]
- قال العجلي: مدني ثقة.[6]
- قال الساجى: هو من أهل الصدق، لم يحدث عنه مالك إلا يسيرا.[6]
- قال العقيلي: يضطرب في حديث نافع.[6]